# Double Live
Double Live!! es un álbum en vivo del guitarrista sueco Yngwie J. Malmsteen, lanzado en 1998. Fue grabado en vivo en Brasil, en las presentaciones del 5 y 6 de mayo en São Paulo y del 7 de mayo en Río de Janeiro. Según el vocalista Mats Leven, la mayoría de canciones escogidas se extrajeron de la segunda presentación en São Paulo. Originalmente Cozy Powell sería el baterista en esta gira, sin embargo, debido a su fallecimiento, Jonas Ostman fue contratado para reemplazarlo.

## Lista de canciones

### Disco uno
| N.º | Título                                             | Letras                 | Música    | Duración |  |
| 1.  | «My Resurrection»                                  | Yngwie Malmsteen       | Malmsteen | 5:38     |  |
| 2.  | «Facing the Animal»                                | Malmsteen              | Malmsteen | 4:21     |  |
| 3.  | «Rising Force»                                     | Joe Lynn Turner        | Malmsteen | 5:08     |  |
| 4.  | «Bedroom Eyes»                                     | Göran Edman, Malmsteen | Malmsteen | 5:54     |  |
| 5.  | «Far Beyond the Sun»                               | (instrumental)         | Malmsteen | 9:14     |  |
| 6.  | «Like an Angel»                                    | Malmsteen              | Malmsteen | 6:08     |  |
| 7.  | «Braveheart»                                       | Malmsteen              | Malmsteen | 4:52     |  |
| 8.  | «Seventh Sign»                                     | Malmsteen              | Malmsteen | 6:44     |  |
| 9.  | «Guitar solo (Trilogy Suite, Red House, Badinere)» | (instrumental)         | Malmsteen | 15:03    |  |

### Disco dos
| N.º | Título                        | Letras                     | Música                                       | Duración |  |
| 1.  | «Gates of Babylon»            | Ronnie James Dio           | Ritchie Blackmore                            | 7:45     |  |
| 2.  | «Alone in Paradise»           | Malmsteen                  | Malmsteen                                    | 4:54     |  |
| 3.  | «Pictures of Home»            | Ian Gillan                 | Blackmore, Roger Glover, Jon Lord, Ian Paice | 4:38     |  |
| 4.  | «Never Die»                   | Malmsteen                  | Malmsteen                                    | 6:56     |  |
| 5.  | «Black Star»                  | (instrumental)             | Malmsteen                                    | 7:18     |  |
| 6.  | «I'll See the Light, Tonight» | Jeff Scott Soto, Malmsteen | Malmsteen                                    | 4:48     |  |

## Personal
- Yngwie J. Malmsteen - guitarra, voz en "Red House"
- Mats Levén - Voz
- Mats Olausson - Teclado
- Barry Dunaway - Bajo
- Jonas Ostman - Batería